# Titch
Titch is een Britse stop-motionanimatie kinderserie die uitgezonden werd als kinderblok op Tiny Living van de Britse zender Living TV van 26 september 1997 tot oktober 2000. De serie is gebaseerd op de gelijknamige boekenreeks van Pat Hutchins. De verteller van de serie was Peter Jones. De muziek voor de serie werd geschreven door de Britse pianist en componist Michael Nyman. De intro en outro werd ingezongen door Nicholas Battye. 

## Verhaal
Titch is een kleine jongen met twee oudere broers en zussen, Mary en Peter, en een zwart-witte kat genaamd Tailcoat die hem overal volgt. Titch wil altijd meedoen met zijn broer en zus terwijl ze spelen, maar ze hebben de neiging om hem als een last te beschouwen, omdat hij te klein is. 

## Productie
Voor elke aflevering had Hutchins drie weken nodig om opnames te kunnen maken voor een aflevering. Hij maakte de serie met behulp van kleimodellen in plaats van voorgestelde tekenfilms. De modellen waren miniaturen. ITV gaf het animatieteam een beperkt budget, zodat de productie of schaal minimalistisch was. De reden is onbekend waarom de serie werd stopgezet. Van de serie werden er herhalingen af en toe uitgezonden tot 2006, toen het programma niet langer werd uitgezonden op CITV. De serie werd in de jaren negentig uitgebracht op verschillende video's. In 2005 werden dvd's uitgebracht, met als titel Picnic and Other Stories en Christmas.